# Антифразис
Антифразис, антифраз (греч. ἀντίφρασις — употребление слова в противоположном значении) — разновидность тропа, стилистический приём, заключающийся в употреблении слова или словосочетания в противоположном смысле, обычно ироническом.
Антифразис обычно строится на контрасте формально одобрительного значения или похвалы употребляемого слова или выражения с порицающим или неодобрительным смыслом высказывания, например:

Мы знаем: вечная любовь

Живёт едва ли три недели. — А. С. Пушкин, «Кокетке»
Иногда антифразис употребляется как похвала в форме дружеского или грубо-шутливого упрёка или порицания, например:

Трагедия моя кончена; я перечел её вслух, один, и бил в ладоши, и кричал, ай да Пушкин! ай да сукин сын!— Из письма А. С. Пушкина Петру Вяземскому о завершении работы над трагедией «Борис Годунов», 1825